# David Ambler
David Ambler, född 4 december 1997, är en brittisk roddare.

## Karriär
Vid U23-VM 2017 i Plovdiv var Ambler en del av Storbritanniens lag som tog brons i åtta med styrman. Vid U23-VM 2018 i Poznań tog han silver tillsammans med Sam Nunn, Charles Elwes och Felix Drinkall i fyra utan styrman. Vid U23-VM 2019 i Sarasota tog Ambler guld tillsammans med Thomas Digby, Freddie Davidson och Charles Elwes i fyra utan styrman.
I september 2022 vid VM i Račice tog Ambler guld tillsammans med William Stewart, Sam Nunn och Freddie Davidson i fyra utan styrman.
I maj 2023 vid EM i Bled tog Ambler guld tillsammans med Oliver Wilkes, Matthew Aldridge och Freddie Davidson i fyra utan styrman. I september 2023 vid VM i Belgrad tog de VM-guld tillsammans i fyra utan styrman. I april 2024 vid EM i Szeged försvarade de sitt EM-guld i fyra utan styrman. Vid olympiska sommarspelen 2024 i Paris tog de brons tillsammans i fyra utan styrman.